# Machtprojektion

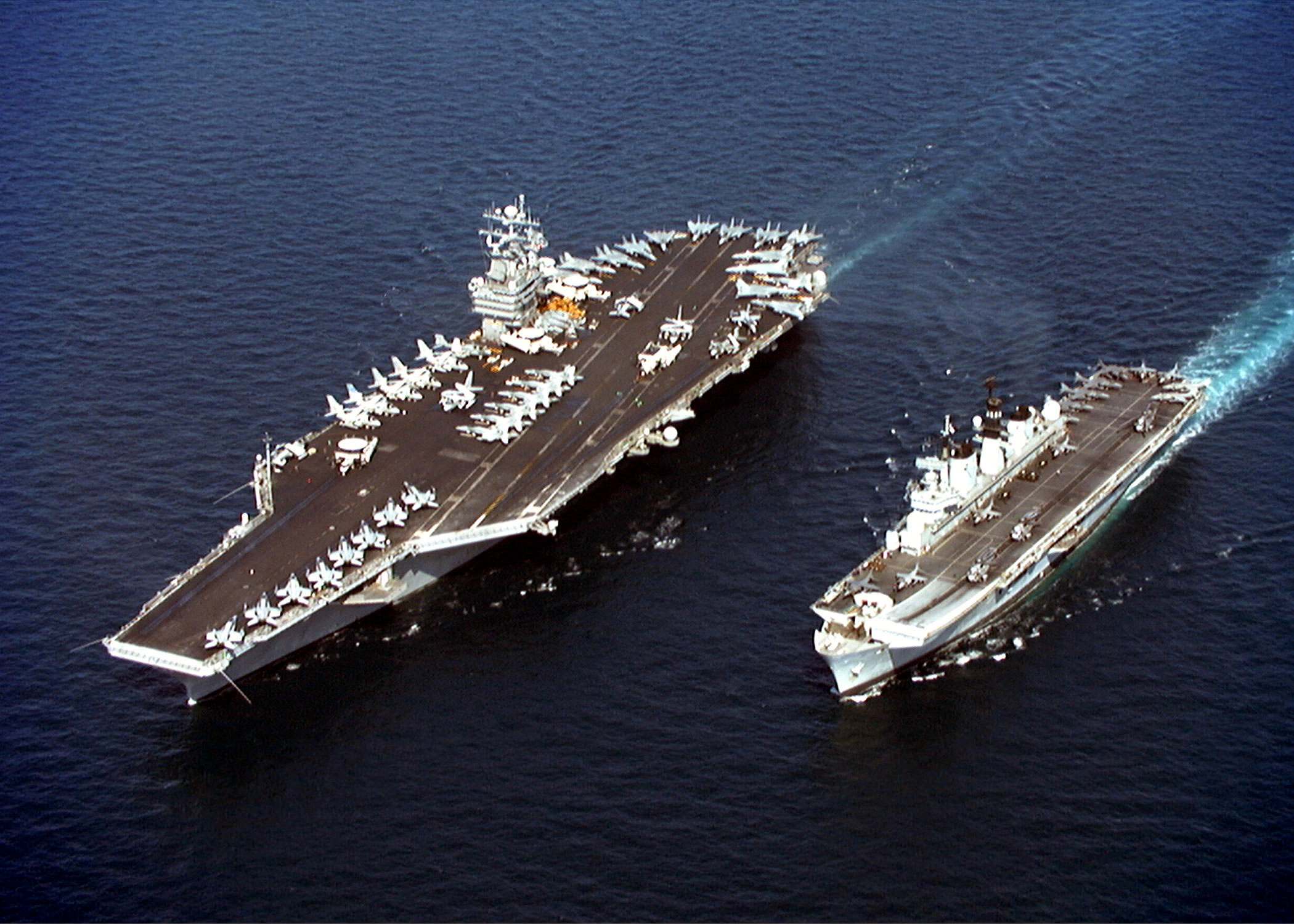
Zwei Flugzeugträger der US Navy und Royal Navy als Instrumente von Machtprojektion

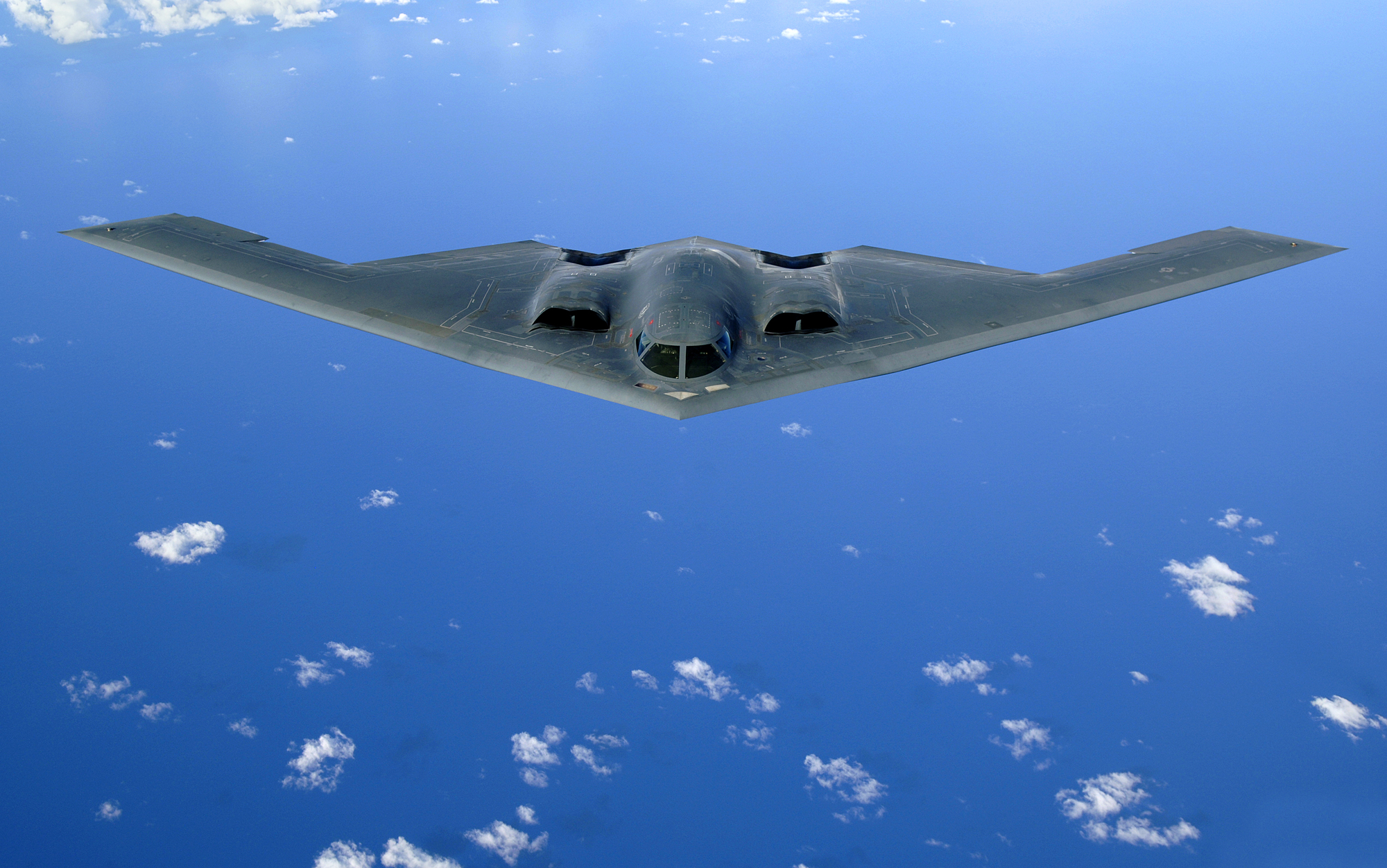
Northrop B-2, strategischer Langstreckenbomber als Instrument von Machtprojektion

Mit Machtprojektion bezeichnet man im Rahmen der Politikwissenschaft und des Militärwesens die Fähigkeit eines Staates, seine politischen Interessen mit Androhung oder Anwendung von Gewalt auch weit entfernt von seinem eigenen Territorium durchzusetzen. Das Verteidigungsministerium der Vereinigten Staaten definiert Machtprojektion als

“The ability of a nation to apply all or some of its elements of national power - political, economic, informational, or military - to rapidly and effectively deploy and sustain forces in and from multiple dispersed locations to respond to crises, to contribute to deterrence, and to enhance regional stability.”

„Die Fähigkeit eines Staates, alle oder einige Elemente seiner nationalen Macht – politische,   wirtschaftliche, informationstechnische oder militärische – über schnelle und effektive Kräfte an weit entfernten Einsatzorten einsetzen zu können, um auf Krisen zu reagieren, um abzuschrecken und regionale Stabilität durchzusetzen.“